# آسامی سوگیورا
آسامی سوگیورا (انگلیسی: Asami Sugiura؛ زاده ۱۹ اوت ۱۹۸۵) یک بازیگر پورنوگرافی اهل ژاپن است.